# 1996 ve filmu

## Filmy roku 1996

### České filmy
- Bumerang (režie Hynek Bočan, scénář Jiří Stránský)
- Kolja (režie: Jan Svěrák)
- Kouzelný měšec (režie: Václav Vorlíček)
- Poselství ze Stínadel (režie: Karel Hrivňák)
- Spiklenci slasti (režie: Jan Švankmajer)
- Šeptej (režie: David Ondříček)
- Zapomenuté světlo (režie: Vladimír Michálek)

### Zahraniční filmy
- 101 dalmatinů (režie: Stephen Herek)
- Anglický pacient (režie: Anthony Minghella)
- Beautiful Thing (režie: Hettie MacDonald)
- Le Cœur fantôme (režie: Philippe Garrel)
- Den nezávislosti (režie: Roland Emmerich)
- Dračí srdce (režie: Rob Cohen)
- Evita (režie: Alan Parker)
- Fargo (režie: Joel Coen)
- Fenomén (režie: Jon Turteltaub)
- Hype! (režie: Doug Pray)
- Jana Eyrová (režie: Franco Zeffirelli)
- Jerry Maguire (režie: Cameron Crowe)
- Lid versus Larry Flynt (režie: Miloš Forman)
- Likvidátor (režie: Chuck Russell)
- Lovci lvů (režie: Stephen Hopkins)
- Má mě rád, nemá mě rád (režie: Billy Hopkins)
- Mars útočí! (režie: Tim Burton)
- Maximální riziko (režie: Ringo Lam)
- Michael Collins (režie: Neil Jordan)
- Mission: Impossible (režie: Brian De Palma)
- Nádherný holky (režie: Ted Demme)
- Od soumraku do úsvitu (režie: Robert Rodriguez)
- Skála (režie: Michael Bay)
- Star Trek: První kontakt (režie: Jonathan Frakes)
- Svatá Klára (režie: Ari Folman a Ori Sivan)
- Svůdná krása (režie: Bernardo Bertolucci)
- Tajnosti a lži (režie: Mike Leigh)
- Trainspotting (režie: Danny Boyle)
- Twister (režie: Jan de Bont)
- Útěk z L.A. (režie: John Carpenter)
- Výkupné (režie: Ron Howard)
- Zamilovaný profesor (režie: Tom Shadyac)
- Záře (režie: Scott Hicks)
- Zvoník u Matky Boží (režie: Gary Trousdale a Kirk Wise)
- Žranice (režie: Campbell Scott a Stanley Tucci)